# Passage de l'Île-Louviers
Ne doit pas être confondu avec Cour de l'Île-Louviers.
Le passage de l'Île-Louviers est une voie située dans le 4e arrondissement de Paris, en France.

## Origine du nom
La voie porte de le nom de l'île Louviers, ancienne île fluviale de la Seine sur laquelle est située le passage.

## Historique

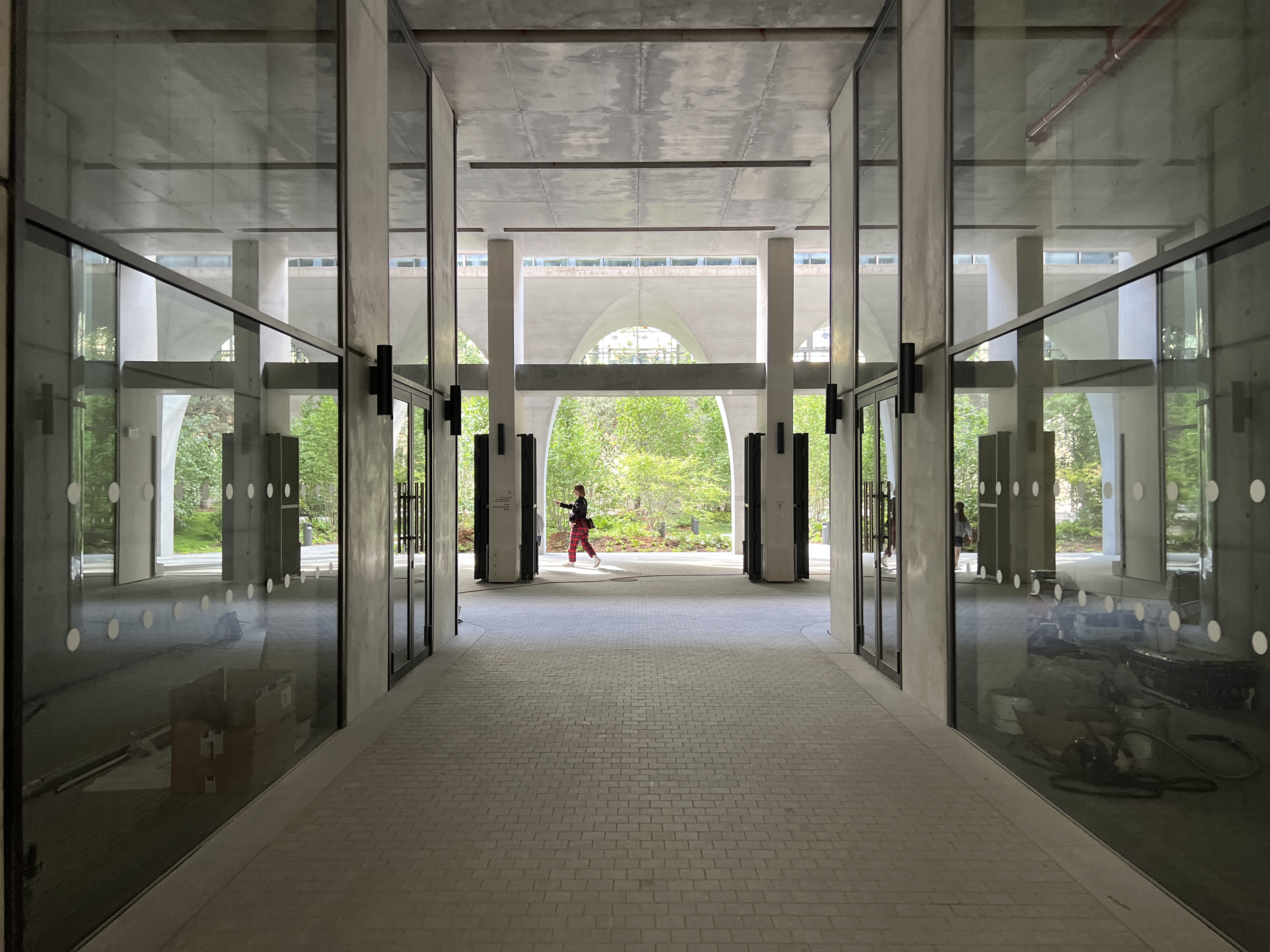
Le passage en direction de la cour de l'Île-Louviers.